# Лукинская (Верхнетоемский район)
Лукинская — деревня в Верхнетоемском районе Архангельской области. Деревня входит в состав муниципального образования «Афанасьевское».

## География
Лукинская расположена на правом берегу реки Нижняя Тойма, напротив деревни Митронинская. Выше по течению Нижней Тоймы находятся деревни Георгиевская и Часовенская. Через деревню проходит грунтовая дорога до посёлка Шошельцы (Виноградовский район) и села Качем (Узлиха, Боровина).

## Демография
Численность населения деревни, по данным Всероссийской переписи населения 2010 года, составляла 26 человек. В 2009 году числилось 39 человек.

### Карты
- Лукинская на Wikimapia
- Топографическая карта P-38-53,54. Зеленник
- Лукинская. Публичная кадастровая карта